# Igreja de São Nicolau (Swineshead)

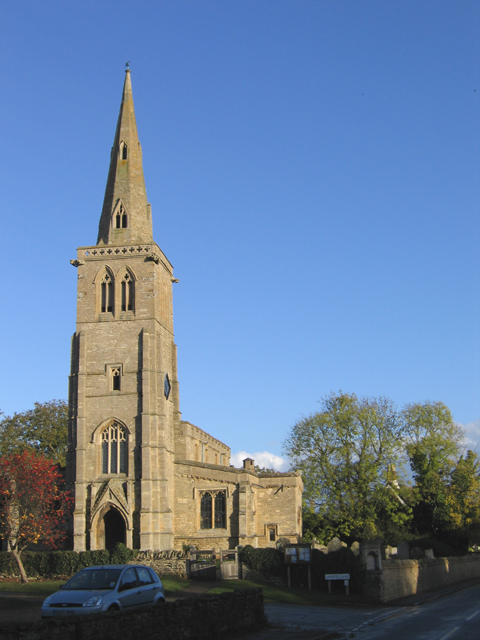
São Nicolau em 2009

A Igreja de São Nicolau é uma igreja listada como Grau I em Swineshead, Bedfordshire, Inglaterra. Tornou-se um edifício listado no dia 13 de julho de 1964.
É uma igreja do século XIV com adições do século XV. Existem vários afrescos e misericórdias.